# Parafia Matki Bożej Różańcowej w Storkowie
Parafia pw. Matki Bożej Różańcowej w Storkowie – parafia rzymskokatolicka należąca do dekanatu Ińsko, archidiecezji szczecińsko-kamieńskiej, metropolii szczecińsko-kamieńskiej. W parafii posługują księża archidiecezjalni. Według stanu na wrzesień 2018 proboszczem parafii był ks. Piotr Madejski.

## Miejsca święte

### Kościół parafialny
Kościół Matki Bożej Różańcowej w Storkowie

### Kościoły filialne i kaplice
- Kościół Świętej Trójcy w Studnicy[1]
- Kościół św. Anny w Ginawie[1]